# Rob Thomas
Robert Kelly "Rob" Thomas (Landstuhl, 14. veljače 1972.), američki je pjevač, prethodno frontmen sastava Matchbox Twenty.

## Životopis
Thomas je već s 13 godina, čuvši sastav Genesis na turneji Invisible Touch Tour, otkrio svoju strast prema glazbi.
Prethodno solo karijeri, Thomas je bio glavni vokalist sastava Matchbox Twenty i Tabitha's Secret, a također je poznat i kao vokalist i tekstopisac velikog hita Carlosa Santane, Smooth, sa Santanina albuma Supernatural iz 1999.
Američki Songwriters Hall of Fame 2004. mu je dodijelila prvu nagradu za mlade tekstopisce s velikim utjecajem na američku glazbu. 
19. travnja 2005., nakon navodnog raspada matchbox twenty, izdao je solo album ...Something to Be, najavljen singlom Lonely No More. Album je odmah po izlasku bio najprodavaniji u SAD, a singl je polučio izniman uspjeh, zauzevši šesto mjesto ljestvice najprodavanijih singlova. Trenutni singl, This Is How a Heart Breaks, također polučuje umjeren uspjeh.
Thomas je suprug Marisol Maldonado od 1999., a ima i sina Maisona Averyja iz bivše veze. Visok je 1.75 m, omiljeni glazbenici su mu Kurt Vonnegut i Tom Robbins, a najvećom inspiracijom smatra Stevea Burryja.

## Diskografija

### Albumi
- ...Something to Be (2005.)
- Cradlesong (2009.)

### Singlovi
- Smooth (1999., duet s Carlosom Santanom)
- Lonely No More (2005.)
- This Is How A Heart Breaks (2005.)

## Vanjske poveznice
Službene web-stranice Roba Thomasa